# Llista de topònims de Mont-ral
Llista de topònims (noms propis de lloc) del municipi de Mont-ral, a l'Alt Camp
Informació actualitzada per un bot. Els canvis manuals es perdran quan s'actualitzi!

## casa
| imatge | Nom                        | Ubicat a | instància de | Detalls | coordenades                                          | Protecció                                  | Commons (més fotos) | Dades a WD                    |
| ------ | -------------------------- | -------- | ------------ | ------- | ---------------------------------------------------- | ------------------------------------------ | ------------------- | ----------------------------- |
|        | Can Vilalta                | Mont-ral | casa         |         | 41° 18′ 41″ N, 1° 05′ 10″ E / 41.311473°N,1.086241°E | bé integrant del patrimoni cultural català |                     | Modifica les dades a Wikidata |
|        | Casa senyorial de Mont-ral | Mont-ral | casa         |         | 41° 16′ 26″ N, 1° 05′ 01″ E / 41.273834°N,1.083509°E | bé integrant del patrimoni cultural català |                     | Modifica les dades a Wikidata |

## centre històric
| imatge | Nom                       | Ubicat a | instància de    | Detalls                     | coordenades                                                   | Protecció                   | Commons (més fotos)       | Dades a WD                    |
| ------ | ------------------------- | -------- | --------------- | --------------------------- | ------------------------------------------------------------- | --------------------------- | ------------------------- | ----------------------------- |
|        | Centre històric de Farena | Farena   | centre històric | Estil: arquitectura popular | 41° 18′ 42″ N, 1° 05′ 10″ E / 41.311642°N,1.086221°E 630 msnm | bé cultural d'interès local | Centre històric de Farena | Modifica les dades a Wikidata |
|        | Nucli de Mont-ral         | Mont-ral | centre històric | Estil: arquitectura popular | 41° 17′ 13″ N, 1° 05′ 49″ E / 41.286966°N,1.097067°E 860 msnm | bé cultural d'interès local | Nucli de Mont-ral         | Modifica les dades a Wikidata |

## cova
| imatge | Nom               | Ubicat a | instància de | Detalls | coordenades                                                         | Protecció | Commons (més fotos) | Dades a WD                    |
| ------ | ----------------- | -------- | ------------ | ------- | ------------------------------------------------------------------- | --------- | ------------------- | ----------------------------- |
|        | cova de Bruixa    | Mont-ral | cova         |         | 41° 16′ 41″ N, 1° 04′ 06″ E / 41.2780386164981°N,1.06842354444305°E |           |                     | Modifica les dades a Wikidata |
|        | cova de la Moneda | Mont-ral | cova         |         | 41° 18′ 42″ N, 1° 09′ 38″ E / 41.3116336307139°N,1.16068230282378°E |           |                     | Modifica les dades a Wikidata |
|        | cova del Soldat   | Mont-ral | cova         |         | 41° 16′ 53″ N, 1° 05′ 48″ E / 41.2813567212658°N,1.09674391102651°E |           |                     | Modifica les dades a Wikidata |

## curs d'aigua
| imatge | Nom             | Ubicat a                                        | instància de | Detalls                                      | coordenades                                                                                               | Protecció | Commons (més fotos)  | Dades a WD                    |
| ------ | --------------- | ----------------------------------------------- | ------------ | -------------------------------------------- | --- | --------- | -------------------- | ----------------------------- |
|        | el Brugent      | Capafonts Mont-ral Montblanc Vilaverd la Riba   | curs d'aigua | Desemboca: Francolí Llarg: 18km Conca: 69km² | 41° 16′ 07″ N, 1° 03′ 09″ E / 41.268701°N,1.052608°E 41° 19′ 08″ N, 1° 10′ 49″ E / 41.318833°N,1.180164°E |           | Brugent del Francolí | Modifica les dades a Wikidata |
|        | riu de Glorieta | Mont-ral Alcover Vilallonga del Camp el Rourell | curs d'aigua | Desemboca: Francolí                          | 41° 16′ 55″ N, 1° 03′ 40″ E / 41.282057°N,1.061024°E 41° 12′ 38″ N, 1° 13′ 57″ E / 41.210571°N,1.232455°E |           | Glorieta River       | Modifica les dades a Wikidata |

## edifici
| imatge | Nom                         | Ubicat a | instància de | Detalls                     | coordenades                                        | Protecció                                  | Commons (més fotos) | Dades a WD                    |
| ------ | --------------------------- | -------- | ------------ | --------------------------- | -------------------------------------------------- | ------------------------------------------ | ------------------- | ----------------------------- |
|        | Molí Cristí                 | Mont-ral | edifici      | Estil: arquitectura popular | 41° 18′ 37″ N, 1° 05′ 52″ E / 41.31022°N,1.0978°E  | bé integrant del patrimoni cultural català |                     | Modifica les dades a Wikidata |
|        | Molí de Farena              | Mont-ral | edifici      | Estil: arquitectura popular |                                                    | bé integrant del patrimoni cultural català |                     | Modifica les dades a Wikidata |
|        | Molí del Borrós             | Mont-ral | edifici      | Estil: arquitectura popular |                                                    | bé integrant del patrimoni cultural català |                     | Modifica les dades a Wikidata |
|        | Molí del Vilalta            | Mont-ral | edifici      | Estil: arquitectura popular | 41° 18′ 39″ N, 1° 06′ 01″ E / 41.31082°N,1.10027°E | bé integrant del patrimoni cultural català |                     | Modifica les dades a Wikidata |
|        | la Nevera                   | Mont-ral | edifici      | Estil: arquitectura popular |                                                    | bé integrant del patrimoni cultural català |                     | Modifica les dades a Wikidata |
|        | la Nevera del Mas de Muster | Mont-ral | edifici      | Estil: arquitectura popular |                                                    | bé integrant del patrimoni cultural català |                     | Modifica les dades a Wikidata |

## entitat singular de població
| imatge | Nom         | Ubicat a | instància de                                   | Detalls | coordenades                                                                                  | Protecció | Commons (més fotos) | Dades a WD                    |
| ------ | ----------- | -------- | ---------------------------------------------- | ------- | -------------------------------------------------------------------------------------------- | --------- | ------------------- | ----------------------------- |
|        | Cabrera     | Mont-ral | entitat singular de població                   | 7 hab   | 41° 18′ 10″ N, 1° 07′ 24″ E / 41.30277778°N,1.12333333°E 515 msnm                            |           |                     | Modifica les dades a Wikidata |
|        | Farena      | Mont-ral | entitat singular de població                   | 40 hab  | 41° 18′ 43″ N, 1° 05′ 09″ E / 41.31194444°N,1.08583333°E ca:Ctra. TV-7044, km 13 610 msnm    |           | Farena              | Modifica les dades a Wikidata |
|        | Mont-ral    | Mont-ral | entitat singular de població capital municipal | 96 hab  | 41° 17′ 13″ N, 1° 05′ 49″ E / 41.286978°N,1.097079°E 860 msnm                                |           |                     | Modifica les dades a Wikidata |
|        | el Bosquet  | Mont-ral | entitat singular de població                   | 8 hab   | 41° 16′ 49″ N, 1° 04′ 54″ E / 41.2803°N,1.08167°E ca:Ctra. TV-7045, km 2,500 774 msnm        |           |                     | Modifica les dades a Wikidata |
|        | l'Aixàviga  | Mont-ral | entitat singular de població                   | 8 hab   | 41° 16′ 25″ N, 1° 04′ 59″ E / 41.27361111°N,1.08305556°E ca:Ctra. TV-7045, km 3,500 749 msnm |           | L'Aixàviga          | Modifica les dades a Wikidata |
|        | la Cadeneta | Mont-ral | entitat singular de població                   | 26 hab  | 41° 18′ 12″ N, 1° 04′ 15″ E / 41.30333333°N,1.07083333°E 690 msnm                            |           |                     | Modifica les dades a Wikidata |

## església
| imatge | Nom                   | Ubicat a | instància de | Detalls                      | coordenades                                                   | Protecció                   | Commons (més fotos)   | Dades a WD                    |
| ------ | --------------------- | -------- | ------------ | ---------------------------- | ------------------------------------------------------------- | --------------------------- | --------------------- | ----------------------------- |
|        | Sant Andreu de Farena | Mont-ral | església     | Estil: arquitectura romànica | 41° 18′ 41″ N, 1° 05′ 11″ E / 41.311381°N,1.086423°E 629 msnm | bé cultural d'interès local | Sant Andreu de Farena | Modifica les dades a Wikidata |
|        | Sant Pere de Mont-ral | Mont-ral | església     |                              | 41° 17′ 14″ N, 1° 05′ 53″ E / 41.2873°N,1.09798°E             | bé cultural d'interès local | Sant Pere de Mont-ral | Modifica les dades a Wikidata |

## font
| imatge | Nom               | Ubicat a | instància de | Detalls | coordenades                                                                  | Protecció | Commons (més fotos) | Dades a WD                    |
| ------ | ----------------- | -------- | ------------ | ------- | ---------------------------------------------------------------------------- | --------- | ------------------- | ----------------------------- |
|        | Salt de l'Olla    | Mont-ral | font         |         | 41° 18′ 39″ N, 1° 03′ 50″ E / 41.310963382310526°N,1.0640118836579286°E      |           |                     | Modifica les dades a Wikidata |
|        | font de Farena    | Mont-ral | font         |         | 41° 18′ 39″ N, 1° 04′ 51″ E / 41.3109350247599°N,1.08095130459598°E          |           |                     | Modifica les dades a Wikidata |
|        | font del Jant     | Mont-ral | font         |         | 41° 17′ 34″ N, 1° 04′ 36″ E / 41.2928835326296°N,1.07656029293213°E          |           |                     | Modifica les dades a Wikidata |
|        | font del Tossalet | Mont-ral | font         |         | 41° 18′ 12″ N, 1° 04′ 09″ E / 41.3033981302156°N,1.06922790977126°E          |           |                     | Modifica les dades a Wikidata |
|        | fonts de Glorieta | Mont-ral | font         |         | 41° 16′ 48″ N, 1° 05′ 50″ E / 41.2801328073907°N,1.09735261237824°E 650 msnm |           | Fonts de Glorieta   | Modifica les dades a Wikidata |

## masia
| imatge | Nom                 | Ubicat a | instància de | Detalls | coordenades                                                                                                   | Protecció | Commons (més fotos) | Dades a WD                    |
| ------ | ------------------- | -------- | ------------ | ------- | --- | --------- | ------------------- | ----------------------------- |
|        | Ca Torruella        | Mont-ral | masia        |         | 41° 18′ 18″ N, 1° 04′ 15″ E / 41.3050540400406°N,1.07075575346742°E                                           |           |                     | Modifica les dades a Wikidata |
|        | Cal Blai            | Mont-ral | masia        |         | 41° 17′ 52″ N, 1° 07′ 10″ E / 41.2978981402881°N,1.11946913117701°E                                           |           |                     | Modifica les dades a Wikidata |
|        | Cal Cateu           | Mont-ral | masia        |         | 41° 17′ 49″ N, 1° 07′ 38″ E / 41.2969813134651°N,1.12731835187274°E                                           |           |                     | Modifica les dades a Wikidata |
|        | Cal Costa           | Mont-ral | masia        |         | 41° 18′ 03″ N, 1° 07′ 48″ E / 41.3008905613392°N,1.13009694640174°E                                           |           |                     | Modifica les dades a Wikidata |
|        | Cal Jant            | Mont-ral | masia        |         | 41° 17′ 49″ N, 1° 04′ 31″ E / 41.2968611658123°N,1.07527296191982°E                                           |           |                     | Modifica les dades a Wikidata |
|        | Cal Llarguet        | Mont-ral | masia        |         | 41° 18′ 02″ N, 1° 07′ 37″ E / 41.3005778296131°N,1.12692878191133°E                                           |           |                     | Modifica les dades a Wikidata |
|        | Cal Masiet          | Mont-ral | masia        |         | 41° 18′ 12″ N, 1° 07′ 38″ E / 41.303213101215°N,1.12724751755658°E                                            |           |                     | Modifica les dades a Wikidata |
|        | Mas Domingo         | Mont-ral | masia        |         | 41° 16′ 17″ N, 1° 04′ 36″ E / 41.2713122669596°N,1.07660881127403°E                                           |           |                     | Modifica les dades a Wikidata |
|        | Mas d'en Feliu      | Mont-ral | masia        |         | 41° 17′ 52″ N, 1° 05′ 20″ E / 41.2978636038025°N,1.08894261720805°E                                           |           |                     | Modifica les dades a Wikidata |
|        | Mas d'en Gros       | Mont-ral | masia        |         | 41° 17′ 52″ N, 1° 07′ 17″ E / 41.2977569183934°N,1.12130053891047°E                                           |           |                     | Modifica les dades a Wikidata |
|        | Mas d'en Marc       | Mont-ral | masia        |         | 41° 18′ 00″ N, 1° 04′ 23″ E / 41.2999301265162°N,1.07297309621284°E                                           |           |                     | Modifica les dades a Wikidata |
|        | Mas d'en Toni       | Mont-ral | masia        |         | 41° 18′ 41″ N, 1° 03′ 33″ E / 41.31147941391°N,1.05916985764962°E                                             |           |                     | Modifica les dades a Wikidata |
|        | Mas de Jordi        | Mont-ral | masia        |         | 41° 16′ 24″ N, 1° 08′ 18″ E / 41.273300650972°N,1.13837050740805°E                                            |           |                     | Modifica les dades a Wikidata |
|        | Mas de Llaneta      | Mont-ral | masia        |         | 41° 16′ 45″ N, 1° 08′ 11″ E / 41.279031303452°N,1.13627333095587°E                                            |           |                     | Modifica les dades a Wikidata |
|        | Mas de Miró         | Mont-ral | masia        |         | 41° 16′ 44″ N, 1° 07′ 36″ E / 41.2788310819659°N,1.12671507370947°E                                           |           |                     | Modifica les dades a Wikidata |
|        | Mas de Muster       | Mont-ral | masia        |         | 41° 16′ 45″ N, 1° 05′ 18″ E / 41.279067641378°N,1.0884080714391°E                                             |           |                     | Modifica les dades a Wikidata |
|        | Mas de Naio         | Mont-ral | masia        |         | 41° 16′ 55″ N, 1° 05′ 26″ E / 41.2820121318233°N,1.09063517371309°E 751 msnm                                  |           |                     | Modifica les dades a Wikidata |
|        | Mas de l'Escolà     | Mont-ral | masia        |         | 41° 17′ 44″ N, 1° 07′ 37″ E / 41.2954725748772°N,1.12703905643107°E                                           |           |                     | Modifica les dades a Wikidata |
|        | Mas de l'Estamenyer | Mont-ral | masia        |         | 41° 17′ 19″ N, 1° 07′ 31″ E / 41.288679102938°N,1.1251466500631°E                                             |           |                     | Modifica les dades a Wikidata |
|        | Mas de la Cinta     | Mont-ral | masia        |         | 41° 18′ 24″ N, 1° 04′ 11″ E / 41.306676868746°N,1.0696841991571°E                                             |           |                     | Modifica les dades a Wikidata |
|        | Mas de la Plana     | Mont-ral | masia        |         | 41° 18′ 16″ N, 1° 07′ 17″ E / 41.3044311964897°N,1.12130003502791°E                                           |           |                     | Modifica les dades a Wikidata |
|        | Mas del Cisterer    | Mont-ral | masia        |         | 41° 16′ 40″ N, 1° 04′ 46″ E / 41.2777530326672°N,1.07934491681687°E ca:Entre el Bosquet i l'Aixàviga 775 msnm |           | Mas del Cisterer    | Modifica les dades a Wikidata |
|        | Mas del Mario       | Mont-ral | masia        |         | 41° 16′ 39″ N, 1° 06′ 40″ E / 41.2774069253296°N,1.11122219605579°E                                           |           |                     | Modifica les dades a Wikidata |
|        | Mas del Naio        | Mont-ral | masia        |         | 41° 17′ 14″ N, 1° 05′ 28″ E / 41.2873356528609°N,1.09119642232983°E 874 msnm                                  |           |                     | Modifica les dades a Wikidata |
|        | Mas del Paisan      | Mont-ral | masia        |         | 41° 17′ 00″ N, 1° 05′ 42″ E / 41.2834347453144°N,1.09495209260644°E                                           |           |                     | Modifica les dades a Wikidata |
|        | Mas del Verd        | Mont-ral | masia        |         | 41° 17′ 49″ N, 1° 04′ 43″ E / 41.2968463969741°N,1.07870111139514°E                                           |           | Mas del Verd        | Modifica les dades a Wikidata |
|        | Vendrell            | Mont-ral | masia        |         | 41° 18′ 43″ N, 1° 05′ 07″ E / 41.3119967310507°N,1.08520878326927°E                                           |           |                     | Modifica les dades a Wikidata |
|        | el Tossalet         | Mont-ral | masia        |         | 41° 18′ 15″ N, 1° 04′ 28″ E / 41.304056111333°N,1.0745392997926°E                                             |           |                     | Modifica les dades a Wikidata |
|        | la Masada           | Mont-ral | masia        |         | 41° 17′ 03″ N, 1° 05′ 42″ E / 41.2840853180611°N,1.09507645628582°E                                           |           |                     | Modifica les dades a Wikidata |
|        | la Torre            | Mont-ral | masia        |         | 41° 18′ 04″ N, 1° 08′ 09″ E / 41.301019934973°N,1.13585029194223°E                                            |           |                     | Modifica les dades a Wikidata |

## molí d'aigua
| imatge | Nom                         | Ubicat a | instància de | Detalls | coordenades                                                         | Protecció                                  | Commons (més fotos) | Dades a WD                    |
| ------ | --------------------------- | -------- | ------------ | ------- | ------------------------------------------------------------------- | ------------------------------------------ | ------------------- | ----------------------------- |
|        | Molins de Glorieta          | Mont-ral | molí d'aigua |         | 41° 16′ 37″ N, 1° 06′ 35″ E / 41.2768397111941°N,1.10959088362776°E |                                            |                     | Modifica les dades a Wikidata |
|        | Molins del Glorieta de Baix | Mont-ral | molí d'aigua |         | 41° 16′ 36″ N, 1° 06′ 35″ E / 41.276688°N,1.109774°E                | bé integrant del patrimoni cultural català |                     | Modifica les dades a Wikidata |
|        | Molins del Glorieta de Dalt | Mont-ral | molí d'aigua |         | 41° 16′ 40″ N, 1° 06′ 25″ E / 41.277797°N,1.106965°E                | bé integrant del patrimoni cultural català |                     | Modifica les dades a Wikidata |
|        | Molí d'en Fort              | Mont-ral | molí d'aigua |         | 41° 18′ 29″ N, 1° 05′ 50″ E / 41.308034520161°N,1.0971180828162°E   |                                            |                     | Modifica les dades a Wikidata |
|        | Molí d'en Roig              | Mont-ral | molí d'aigua |         |                                                                     | bé integrant del patrimoni cultural català |                     | Modifica les dades a Wikidata |
|        | Molí de Mont-ral            | Mont-ral | molí d'aigua |         | 41° 18′ 29″ N, 1° 06′ 23″ E / 41.308044°N,1.10629°E                 | bé integrant del patrimoni cultural català |                     | Modifica les dades a Wikidata |
|        | Molí de Vilalta             | Mont-ral | molí d'aigua |         | 41° 18′ 39″ N, 1° 05′ 54″ E / 41.3108903470743°N,1.0983338063934°E  |                                            |                     | Modifica les dades a Wikidata |
|        | Molí de l'Ombra             | Mont-ral | molí d'aigua |         | 41° 18′ 28″ N, 1° 08′ 23″ E / 41.3078309923112°N,1.13984904586469°E |                                            |                     | Modifica les dades a Wikidata |
|        | Molí de les Truites         | Mont-ral | molí d'aigua |         | 41° 18′ 30″ N, 1° 05′ 45″ E / 41.308247°N,1.095962°E                | bé integrant del patrimoni cultural català |                     | Modifica les dades a Wikidata |
|        | Molí del Mas Moster         | Mont-ral | molí d'aigua |         | 41° 16′ 46″ N, 1° 05′ 21″ E / 41.27955°N,1.089285°E                 | bé integrant del patrimoni cultural català |                     | Modifica les dades a Wikidata |

## muntanya
| imatge | Nom                  | Ubicat a           | instància de | Detalls | coordenades                                                               | Protecció | Commons (més fotos)    | Dades a WD                    |
| ------ | -------------------- | ------------------ | ------------ | ------- | ------------------------------------------------------------------------- | --------- | ---------------------- | ----------------------------- |
|        | Mola de la Roquerola | Montblanc Mont-ral | muntanya     |         | 41° 19′ 13″ N, 1° 03′ 55″ E / 41.32035°N,1.065325°E 1058 msnm             |           | Mola de la Roquerola   | Modifica les dades a Wikidata |
|        | Punta de Barrina     | Mont-ral           | muntanya     |         | 41° 16′ 39″ N, 1° 04′ 03″ E / 41.27738333°N,1.06742611°E 1013 1013.6 msnm |           |                        | Modifica les dades a Wikidata |
|        | Puntes de Vilalta    | Mont-ral           | muntanya     |         | 41° 18′ 20″ N, 1° 06′ 09″ E / 41.30555278°N,1.10252417°E 693.3 msnm       |           |                        | Modifica les dades a Wikidata |
|        | Roca Molnera         | Mont-ral           | muntanya     |         | 41° 18′ 28″ N, 1° 05′ 33″ E / 41.30783611°N,1.09246111°E 649.2 msnm       |           |                        | Modifica les dades a Wikidata |
|        | Roca de Migdia       | Mont-ral           | muntanya     |         | 41° 17′ 33″ N, 1° 03′ 41″ E / 41.29252778°N,1.06150833°E 1021.6 msnm      |           |                        | Modifica les dades a Wikidata |
|        | Tossal Gros          | Mont-ral           | muntanya     |         | 41° 17′ 24″ N, 1° 07′ 31″ E / 41.2901°N,1.12517°E 843.5 msnm              |           |                        | Modifica les dades a Wikidata |
|        | Tossal Pedregós      | Mont-ral           | muntanya     |         | 41° 16′ 38″ N, 1° 07′ 47″ E / 41.2773°N,1.12984°E 734.3 msnm              |           |                        | Modifica les dades a Wikidata |
|        | el Castell de Ganyes | Mont-ral           | muntanya     |         | 41° 18′ 49″ N, 1° 06′ 17″ E / 41.31364722°N,1.10462222°E 628.4 msnm       |           |                        | Modifica les dades a Wikidata |
|        | la Coroneta          | Mont-ral           | muntanya     |         | 41° 17′ 16″ N, 1° 05′ 19″ E / 41.28781944°N,1.08869444°E 917.7 msnm       |           |                        | Modifica les dades a Wikidata |
|        | la Foradada          | Mont-ral           | muntanya     |         | 41° 17′ 06″ N, 1° 04′ 38″ E / 41.284946°N,1.077116°E 982 msnm             |           | La Foradada (Mont-ral) | Modifica les dades a Wikidata |

## pedrera
| imatge | Nom                         | Ubicat a | instància de | Detalls | coordenades                                                         | Protecció | Commons (més fotos) | Dades a WD                    |
| ------ | --------------------------- | -------- | ------------ | ------- | ------------------------------------------------------------------- | --------- | ------------------- | ----------------------------- |
|        | Pedrera de Glorieta         | Mont-ral | pedrera      |         | 41° 16′ 37″ N, 1° 06′ 20″ E / 41.2770326975373°N,1.1054422482449°E  |           |                     | Modifica les dades a Wikidata |
|        | Pedrera del Blai            | Mont-ral | pedrera      |         | 41° 17′ 41″ N, 1° 07′ 19″ E / 41.2946786575749°N,1.12198603921308°E |           |                     | Modifica les dades a Wikidata |
|        | Pedrera del Pejan           | Mont-ral | pedrera      |         | 41° 17′ 43″ N, 1° 07′ 02″ E / 41.2953014930262°N,1.11710736182216°E |           |                     | Modifica les dades a Wikidata |
|        | Pedreres del Mas de Gomis   | Mont-ral | pedrera      |         | 41° 17′ 14″ N, 1° 07′ 25″ E / 41.2870939563682°N,1.12360077237044°E |           |                     | Modifica les dades a Wikidata |
|        | Pedreres del Mas de Llaneta | Mont-ral | pedrera      |         | 41° 16′ 45″ N, 1° 07′ 48″ E / 41.2792982062209°N,1.12996135984031°E |           |                     | Modifica les dades a Wikidata |

## serra
| imatge | Nom                  | Ubicat a                     | instància de | Detalls | coordenades                                                                  | Protecció | Commons (més fotos) | Dades a WD                    |
| ------ | -------------------- | ---------------------------- | ------------ | ------- | ---------------------------------------------------------------------------- | --------- | ------------------- | ----------------------------- |
|        | Serra Llarga         | Mont-ral                     | serra        |         | 41° 18′ 03″ N, 1° 05′ 55″ E / 41.30072028°N,1.09856111°E 696.3 msnm          |           |                     | Modifica les dades a Wikidata |
|        | els Motllats         | Capafonts Vilaplana Mont-ral | serra        |         | 41° 16′ 44″ N, 1° 03′ 32″ E / 41.27902222°N,1.05897222°E muntanyes de Prades |           | Els Motllats        | Modifica les dades a Wikidata |
|        | serra d'en Clarà     | Mont-ral                     | serra        |         | 41° 17′ 52″ N, 1° 06′ 43″ E / 41.29768333°N,1.11188056°E 811.6 msnm          |           |                     | Modifica les dades a Wikidata |
|        | serra de Vicent      | Mont-ral Vilaplana           | serra        |         | 41° 15′ 46″ N, 1° 03′ 42″ E / 41.2627°N,1.06168°E 1055.6 msnm                |           | Serra de Vicent     | Modifica les dades a Wikidata |
|        | serra de l'Embestida | Capafonts Mont-ral           | serra        |         | 41° 17′ 56″ N, 1° 03′ 34″ E / 41.29893056°N,1.05954167°E 1031 msnm           |           |                     | Modifica les dades a Wikidata |
|        | serra del Pou        | l'Albiol Mont-ral Vilaplana  | serra        |         | 41° 15′ 53″ N, 1° 05′ 24″ E / 41.2648°N,1.09004°E 929.1 msnm                 |           |                     | Modifica les dades a Wikidata |
|        | serrat de l'Avenc    | Mont-ral                     | serra        |         | 41° 17′ 12″ N, 1° 04′ 42″ E / 41.2866°N,1.07826°E 966.9 msnm                 |           | Serrat de l'Avenc   | Modifica les dades a Wikidata |

## vèrtex geodèsic
| imatge | Nom       | Ubicat a | instància de    | Detalls   | coordenades                                                       | Protecció | Commons (més fotos) | Dades a WD                    |
| ------ | --------- | -------- | --------------- | --------- | ----------------------------------------------------------------- | --------- | ------------------- | ----------------------------- |
|        | Can Gomis | Mont-ral | vèrtex geodèsic | Alt: 1.2m | 41° 17′ 30″ N, 1° 08′ 10″ E / 41.29159°N,1.136181°E 817.597 msnm  |           |                     | Modifica les dades a Wikidata |
|        | La Lluera | Mont-ral | vèrtex geodèsic | Alt: 1.2m | 41° 17′ 24″ N, 1° 07′ 31″ E / 41.290067°N,1.125162°E 843.871 msnm |           |                     | Modifica les dades a Wikidata |

## Misc
| imatge | Nom                                 | Ubicat a | instància de            | Detalls | coordenades                                                         | Protecció | Commons (més fotos)                 | Dades a WD                    |
| ------ | ----------------------------------- | -------- | ----------------------- | ------- | ------------------------------------------------------------------- | --------- | ----------------------------------- | ----------------------------- |
|        | Central hidroelèctrica del Glorieta | Mont-ral | central hidroelèctrica  | 1903    | 41° 16′ 40″ N, 1° 06′ 25″ E / 41.277843°N,1.107048°E                |           | Central hidroelèctrica del Glorieta | Modifica les dades a Wikidata |
|        | avenc de Mont-ral                   | Mont-ral | avenc                   |         | 41° 16′ 59″ N, 1° 04′ 06″ E / 41.2831273282294°N,1.06840479102331°E |           |                                     | Modifica les dades a Wikidata |
|        | casa consistorial de Mont-ral       | Mont-ral | casa consistorial       |         | 41° 17′ 13″ N, 1° 05′ 49″ E / 41.2869082°N,1.0970118°E              |           |                                     | Modifica les dades a Wikidata |
|        | cementiri de Farena                 | Mont-ral | cementiri               |         | 41° 18′ 46″ N, 1° 05′ 15″ E / 41.312718270263°N,1.08743354153194°E  |           |                                     | Modifica les dades a Wikidata |
|        | el Codó                             | Mont-ral | menhir edifici històric |         | 41° 17′ 15″ N, 1° 04′ 51″ E / 41.2875396666648°N,1.08071771996236°E |           |                                     | Modifica les dades a Wikidata |
|        | era del Roig                        | Mont-ral | cabana                  |         | 41° 16′ 27″ N, 1° 05′ 04″ E / 41.2742430817121°N,1.0843787040126°E  |           |                                     | Modifica les dades a Wikidata |
|        | la Palanca                          | Mont-ral | pont                    |         | 41° 18′ 40″ N, 1° 05′ 01″ E / 41.3109888005618°N,1.08363754265248°E |           |                                     | Modifica les dades a Wikidata |
|        | les Granges del Vila                | Mont-ral | granja                  |         | 41° 16′ 09″ N, 1° 04′ 52″ E / 41.26926893024°N,1.08100237912048°E   |           |                                     | Modifica les dades a Wikidata |